# El Brazil (Teksas)
El Brazil je naseljeno mjesto za statističke potrebe u američkoj saveznoj državi Teksas. Prema popisu stanovništva iz 2010. u njemu je živjelo 47 stanovnika.